# Munna dentata
Munna dentata is een pissebed uit de familie Munnidae. De wetenschappelijke naam van de soort is voor het eerst geldig gepubliceerd in 1914 door Ernst Vanhöffen. Vanhöffen verzamelde deze erg kleine soort (1-1,2 mm lang) in Observatory Bay bij het eiland Kerguelen tijdens de expeditie van het Duitse onderzoeksschip Gauss naar het Zuidpoolgebied, onder de leiding van Erich von Drygalski in 1901-1903.